# Águas de São Pedro
Águas de São Pedro, [ˈaɡwas di sɐ̃w̃ ˈpedɾu] , amtlich Município da Estância Hidromineral de Águas de São Pedro, ist ein Kurort mit zum 1. Juli 2018 geschätzten 3380 Einwohnern im Bundesstaat São Paulo, Brasilien. Mit 3,612 km² ist sie flächenmäßig die zweitkleinste Stadt Brasiliens.

## Lage
Águas de São Pedro liegt 187 km nordwestlich von São Paulo, zwischen São Pedro und Piracicaba.
Sie ist eine von vier Enklaven in Brasilien, die in einem anderen Munizip, hier São Pedro, liegen. Es verfügt über kein eigenes Umland und ist heute vollständig auf Tourismus angewiesen. Das Gebiet besteht aus einem einzigen Distrikt, der in vier Bairros (Nachbarschaften) geteilt ist: Jardim Jerubiaçaba (im Norden), Jardim Iporanga (im Osten), Centre (Zentralgebiet der Gemeinde) und Jardim Porangaba (im Süden).
2017 änderte das Instituto Brasileiro de Geografia e Estatística die Zuordnung zu geostatistischen Regionen und teilte die Gemeinde der Região geográfica imediata Piracicaba und der Região geográfica intermediária Campinas zu.

## Klima
Die Stadt hat gemäßigt warmes Klima mit der Klimaklassifikation Cfa nach Köppen und Geiger. Die Durchschnittstemperatur ist 20,9 °C. Die durchschnittliche Niederschlagsmenge liegt bei 1279 mm im Jahr. Im ganzen Jahr gibt es deutliche Niederschläge in Águas de São Pedro, trockenste Monate sind Juli und August.
Monatliche Durchschnittstemperaturen und -niederschläge für Águas de São Pedro
|                   | Jan  | Feb  | Mär  | Apr  | Mai  | Jun  | Jul  | Aug  | Sep  | Okt  | Nov  | Dez  |   |      |
| Temperatur (°C)   | 23,8 | 23,5 | 23,2 | 21,5 | 18,8 | 17,0 | 16,9 | 18,4 | 20,0 | 21,5 | 22,4 | 23,3 | Ø | 20,9 |
| Niederschlag (mm) | 242  | 205  | 143  | 57   | 45   | 39   | 25   | 26   | 53   | 123  | 128  | 193  | Σ | 1279 |

## Geschichte
In den 1920er Jahren hatte Júlio Prestes, damals Gouverneur des Staates São Paulo, erfolglos mit Ölbohrungsversuchen begonnen. Stattdessen wurde Mineralwasser gefunden, das einen starken Geruch ausströmte. 1934 errichtete Ângelo Franzin ein erstes hölzernes Spa bei dem inzwischen als bekanntem „Jungbrunnen“. 1935 wurden von Städtern 100.000 Quadratmeter Land gekauft, die ersten Badehäuser erbaut und die Firma „Águas Sulfídricas e Termais de São Pedro S/A“ errichtet. Damit war die Gründung der Stadt zum 25. Juli 1940 durch Ausgliederung aus São Pedro ermöglicht.
Untersuchungen der Universidade de São Paulo hatten ergeben, dass das aus großer Tiefe stammende Wasser als ausreichend für das Bad und seine medizinischen Eigenschaften angesehen wurde.
Die Gemeinde wurde 1948 durch Landesgesetz gegründet.

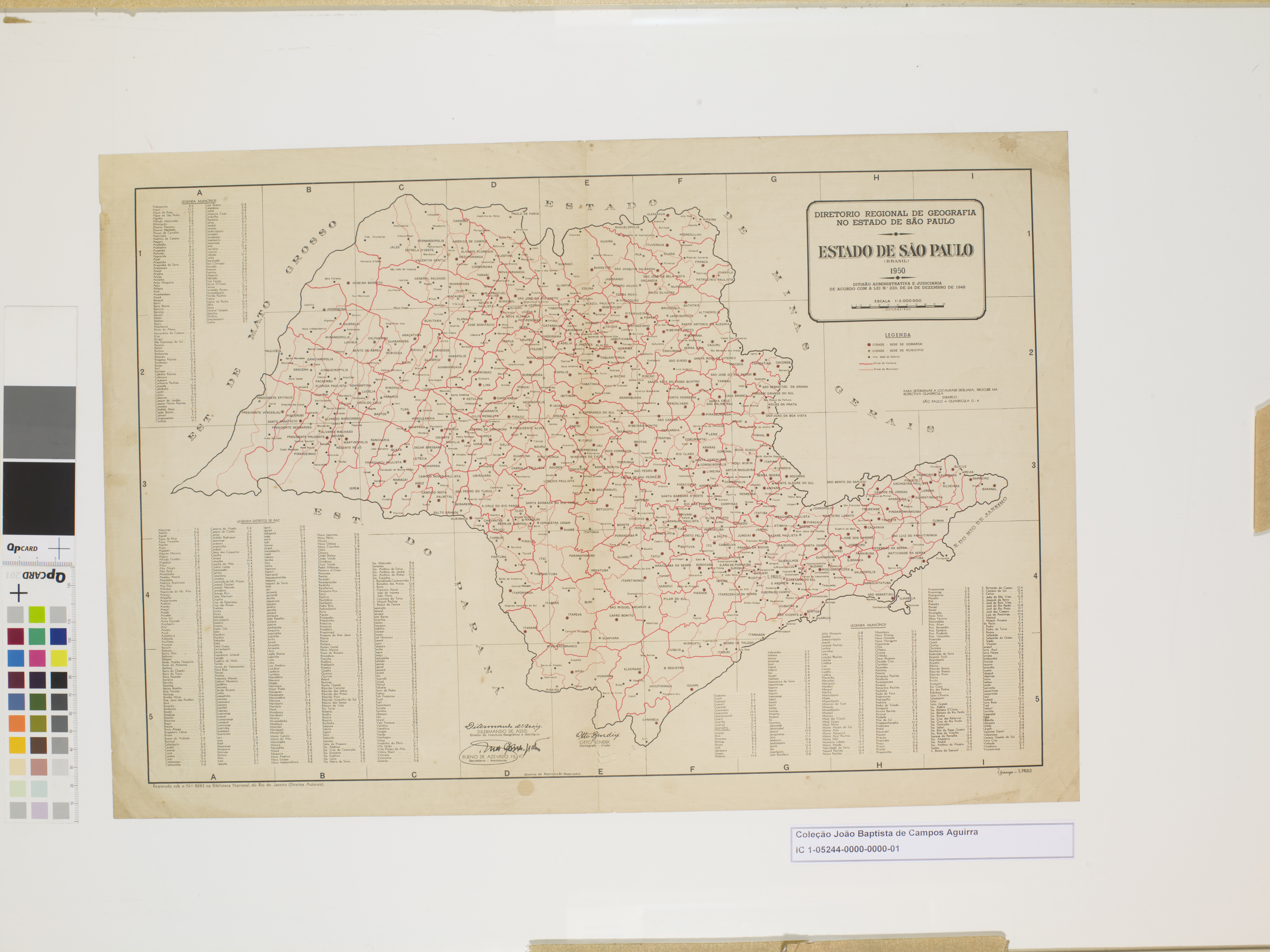
Karte des Bundesstaates São Paulo (1948).

## Stadtverwaltung
Exekutive: Bei der Kommunalwahl 2016 wurde Paulo Cesar Borges wiedergewählte Stadtpräfekt (Bürgermeister) für die Amtszeit von 2017 bis 2020, der für den Partido da Social Democracia Brasileira (PSDB) angetreten war. Die Legislative liegt bei einem Stadtrat (Câmara Municipal) aus neun gewählten Stadtverordneten (vereadores).

## Lebensstandard
Der Index der menschlichen Entwicklung für Städte, abgekürzt HDI (portugiesisch: IDH-M), lag 1991 bei dem mittleren Wert von 0,634, im Jahr 2000 bei dem als hoch eingestuften Wert von 0,791, im Jahr 2010 bei dem sehr hohen Wert von 0,854.

## Religion
Das Christentum ist in der Stadt wie folgt vertreten:

### Römisch-katholische Kirche
Die katholische Kirche in der Gemeinde ist Teil der Bistum Piracicaba.

### Protestantische Kirche
In der Stadt gibt es die unterschiedlichsten evangelischen Glaubensrichtungen, hauptsächlich Pfingstler, darunter die brasilianischen Assemblies of God (die größte evangelische Kirche des Landes), die Christliche Kongregationalistische Kirche in Brasilien, und andere.